# P. J. Tucker
Pour les articles homonymes, voir Tucker.
Anthony Leon « P. J. » Tucker, né le 5 mai 1985 à Raleigh en Caroline du Nord, est un joueur américain de basket-ball évoluant au poste d'ailier fort.
Il devient champion NBA en 2021 avec l'équipe des Bucks de Milwaukee dans laquelle il joue un rôle important.

## Biographie

### Carrière universitaire
Entre 2003 et 2006, il joue pour les Longhorns du Texas.

### Carrière professionnelle

#### Raptors de Toronto (2006-2007)
En 2006, il est drafté à la 35e position par les Raptors de Toronto. Le 26 juin, il signe un contrat de deux ans avec les Raptors.
Le 5 janvier 2007, les Raptors annoncent qu'ils envoient Tucker aux 14ers du Colorado en NBDL. Le 6 février, il est rappelé dans l'effectif des Raptors. Le 6 mars, il est renvoyé chez les 14ers.
Le 24 mars, il est coupé par les Raptors pour permettre l'arrivée de Luke Jackson. Il a joué 83 minutes durant sa seule saison avec les Raptors.

#### Hapoël Holon (2007-2008)
Durant l'été 2007, il participe à la Summer League avec les Cavaliers de Cleveland.
En 2007-2008, il signe avec l'Hapoël Holon en Israël. Il remporte le titre de MVP et mène son équipe au titre de champion d'Israël. Son club met fin aux quatorze titres consécutifs du Maccabi Tel-Aviv.

#### BC Donetsk (2008-mar. 2010)
En 2008-2009, il signe au BC Donetsk en Ukraine. Il conduit son équipe à une troisième place en championnat et devient un Ukrainian SuperLeague All-Star. Le 7 octobre 2009, il prolonge son contrat d'un an avec Donetsk.

#### Bnei Hasharon (mar.-juil. 2010)
En mars 2010, il retourne en Israël et signe au Bnei Hasharon jusqu'à la fin de la saison.

#### Aris Salonique (2010-avr. 2011)
En août 2010, il signe à l'Aris Salonique, en Grèce mais il est coupé au début du mois de mars 2011.

#### Montegranaro (avr.-juin 2011)
En avril 2011, il signe avec Montegranaro en Italie.

#### Brose Baskets (2011-2012)
En juillet 2011, il signe un contrat d'un an avec Brose Baskets en Allemagne. Il permet à son équipe de remporter le titre de champion 2012 et est désigné MVP de la finale.

#### Suns de Phoenix (2012-fév. 2017)
Durant l'été 2012, il signe un contrat avec le Spartak Saint-Pétersbourg en Russie. Cependant, il rompt son contrat pour participer à la Summer League avec les Suns de Phoenix. Le 1er août 2012, il signe un contrat de deux ans avec les Suns.
Pour son premier match depuis plus de quatre ans en NBA, il marque dix points, prend deux rebonds, intercepte et contre un ballon lors de la défaite des Suns contre les Warriors de Golden State. Depuis, il a une place dans la rotation des Suns notamment en défense. Le 9 novembre, il termine avec huit points, sept rebonds, trois passes et deux interceptions lors de la victoire des Suns contre les Cavaliers de Cleveland. Le 23 novembre, il bat son record de points en carrière avec 15 points auxquels s'ajoutent sept rebonds et trois passes lors de la victoire 111 à 108 après prolongation contre les Hornets de La Nouvelle-Orléans. Le 31 décembre, il est titulaire pour la première fois, contre le Thunder d'Oklahoma City et est conservé dans le cinq majeur pour la majorité des matchs jusqu'à la fin de la saison 2012-2013.
Le 8 février 2014, lors de la victoire 122 à 109 contre les Warriors de Golden State, il termine avec seize points, quinze rebonds et quatre interceptions. Il devient le premier joueur des Suns depuis Shawn Marion en 2007 à finir un match avec au moins quinze points, quinze rebonds et quatre interceptions.
Le 19 février 2014, après le match contre les Nuggets de Denver, il reçoit une amende de 5 000 dollars pour flopping. Le 25 février, il établit son record de rebonds en carrière sur un match avec seize prises lors de la défaite des siens contre les Timberwolves du Minnesota. Il rejoint Charles Barkley et Jason Kidd parmi les joueurs des Suns d'1,98 m ou moins à capter seize rebond sur un seul match.
Le 10 mars, lors d'un match contre les Clippers de Los Angeles, Tucker donne un coup de poing à Blake Griffin. À la suite de cet incident, il est suspendu un match et manque la rencontre contre les Cavaliers de Cleveland.
En mars 2014, il déclare se voir finir à Phoenix.
Le 6 avril, Tucker bat de nouveau son record de points en carrière avec 22 points lors de la victoire des Suns 122 à 115 contre le Thunder d'Oklahoma City.
En avril, Tucker est déjà la priorité de l'été pour les Suns qui souhaite le prolonger. En juin, alors qu'il est restricted free agent, il peut prétendre à un contrat plus important mais souhaite rester à Phoenix.
Le 10 juillet 2014, il prolonge son contrat de trois ans et 16,5 millions de dollars avec les Suns.

#### Raptors de Toronto (fév.-juin 2017)
Le 23 février 2017, il prend la direction de Toronto, où il est échangé contre Jared Sullinger et 2 futurs second tours de Draft.

#### Rockets de Houston (2017-2021)
Le 2 juillet 2017, il accepte une offre des Rockets de Houston, pour un contrat de 32 millions pour 4 ans.

#### Bucks de Milwaukee (mars 2021-août 2021)
Le 18 mars 2021, il est transféré aux Bucks de Milwaukee avec Rodions Kurucs et un choix au premier tour de la draft 2022 en échange de D. J. Augustin, de D. J. Wilson et d'un choix au premier tour de la draft 2023.
Aux Bucks, il joue un rôle central dans la rotation défensive de l'équipe malgré une production offensive réduite. Il est reconnu comme un joueur important au niveau de la cohésion de l'équipe sur le terrain comme dans le vestiaire. Grâce à son apport défensif et son attitude très compétitive, il contribue largement à l'obtention du titre 2021 par l'équipe du Wisconsin.

#### Heat de Miami (2021-2022)
Agent libre à l'été 2021, il signe un contrat de 15 millions de dollars sur deux ans dont une en option avec le Heat de Miami.

#### 76ers de Philadelphie (2022-2023)
Il signe un contrat de 33,2 millions de dollars sur trois ans avec les 76ers de Philadelphie lors du marché des agents libres à l'été 2022.

#### Clippers de Los Angeles (2023-février 2025)
Fin octobre 2023, en compagnie de James Harden et Filip Petrušev, il est transféré aux Clippers de Los Angeles contre Nicolas Batum, Robert Covington, Marcus Morris et Kenyon Martin Jr.,.
Début février 2025, avec Mohamed Bamba, il est transféré au Jazz de l'Utah contre Patty Mills et Drew Eubanks. Quelques jours plus tard, il est transféré au Heat de Miami puis du côté des Raptors de Toronto. Fin février, il est coupé par les Raptors sans avoir joué sous leurs couleurs.

#### Knicks de New York (depuis mars 2025)
Début mars 2025, il s'engage pour 10 jours avec les Knicks de New York. Début avril, il signe jusqu'à la fin de saison avec les Knicks.

## Palmarès
- Champion NBA en 2021.
- Champion de la Conférence Est en 2021.
- Champion de la Division Centrale en 2021.

## Statistiques

### Universitaires
Les statistiques de P. J. Tucker en matchs universitaires sont les suivantes :
| Saison    | Équipe   | Matchs | Titul. | Min./m | % Tir | % 3pts | % LF | Rbds/m. | Pass/m. | Int/m. | Ctr/m. | Pts/m. |
| --------- | -------- | ------ | ------ | ------ | ----- | ------ | ---- | ------- | ------- | ------ | ------ | ------ |
| 2003-2004 | Texas    | 33     | 18     | 22,5   | 54,7  | 0,0    | 65,0 | 7,03    | 0,82    | 0,88   | 0,18   | 10,36  |
| 2004-2005 | Texas    | 17     | 16     | 29,4   | 52,6  | 0,0    | 71,6 | 8,00    | 2,18    | 1,24   | 0,24   | 13,71  |
| 2005-2006 | Texas    | 37     | 37     | 34,5   | 51,4  | 50,0   | 74,7 | 11,70   | 2,86    | 1,78   | 0,35   | 16,05  |
| Carrière  | Carrière | 87     | 71     | 28,9   | 52,6  | 40,0   | 71,1 | 9,21    | 1,95    | 1,33   | 0,26   | 13,44  |

### Statistiques NBA

#### Saison régulière
| Champion NBA |

| Saison    | Équipe    | Matchs | Titul. | Min./m | % Tir | % 3pts | % LF | Rbds/m. | Pass/m. | Int/m. | Ctr/m. | Pts/m. |
| --------- | --------- | ------ | ------ | ------ | ----- | ------ | ---- | ------- | ------- | ------ | ------ | ------ |
| 2006-2007 | Toronto   | 17     | 0      | 4,9    | 50,0  | 0,0    | 57,1 | 1,35    | 0,18    | 0,12   | 0,00   | 1,76   |
| 2012-2013 | Phoenix   | 79     | 45     | 24,2   | 47,3  | 31,4   | 74,4 | 4,43    | 1,38    | 0,78   | 0,24   | 6,41   |
| 2013-2014 | Phoenix   | 81     | 81     | 30,7   | 43,1  | 38,7   | 77,6 | 6,53    | 1,74    | 1,36   | 0,28   | 9,38   |
| 2014-2015 | Phoenix   | 78     | 63     | 30,6   | 43,8  | 34,5   | 72,7 | 6,44    | 1,56    | 1,37   | 0,29   | 9,14   |
| 2015-2016 | Phoenix   | 82     | 80     | 31,0   | 41,1  | 33,0   | 74,6 | 6,24    | 2,16    | 1,29   | 0,24   | 7,95   |
| 2016-2017 | Phoenix   | 57     | 17     | 28,5   | 41,5  | 33,8   | 79,2 | 6,00    | 1,28    | 1,49   | 0,25   | 7,04   |
| 2016-2017 | Toronto   | 24     | 4      | 25,4   | 40,6  | 40,0   | 68,8 | 5,38    | 1,08    | 1,29   | 0,21   | 5,79   |
| 2017-2018 | Houston   | 82     | 34     | 27,8   | 39,0  | 37,1   | 71,7 | 5,57    | 0,94    | 0,95   | 0,32   | 6,12   |
| 2018-2019 | Houston   | 82     | 82     | 34,2   | 39,6  | 37,7   | 69,5 | 5,84    | 1,17    | 1,61   | 0,48   | 7,33   |
| 2019-2020 | Houston   | 72     | 72     | 34,3   | 41,5  | 35,8   | 81,3 | 6,60    | 1,60    | 1,09   | 0,48   | 6,90   |
| 2020-2021 | Houston   | 32     | 32     | 30,0   | 36,6  | 31,4   | 78,3 | 4,60    | 1,40    | 0,90   | 0,60   | 4,40   |
| 2020-2021 | Milwaukee | 20     | 1      | 19,9   | 39,1  | 39,4   | 60,0 | 2,80    | 0,80    | 0,50   | 0,10   | 2,60   |
| 2021-2022 | Miami     | 71     | 70     | 27,9   | 48,4  | 41,5   | 73,8 | 5,50    | 2,10    | 0,80   | 0,20   | 7,60   |
| Carrière  | Carrière  | 777    | 581    | 29,0   | 42,5  | 36,4   | 74,8 | 5,60    | 1,50    | 1,10   | 0,30   | 7,10   |

Mise à jour le 30 mai 2022

#### Playoffs
| Saison   | Équipe    | Matchs | Titul. | Min./m | % Tir | % 3pts | % LF | Rbds/m. | Pass/m. | Int/m. | Ctr/m. | Pts/m. |
| -------- | --------- | ------ | ------ | ------ | ----- | ------ | ---- | ------- | ------- | ------ | ------ | ------ |
| 2017     | Toronto   | 10     | 1      | 25,1   | 36,7  | 32,1   | 62,5 | 5,70    | 1,10    | 0,60   | 0,30   | 5,00   |
| 2018     | Houston   | 17     | 17     | 33,5   | 48,1  | 46,7   | 66,7 | 6,53    | 1,29    | 0,65   | 0,76   | 8,88   |
| 2019     | Houston   | 11     | 11     | 38,7   | 45,5  | 45,6   | 82,6 | 7,45    | 1,73    | 1,73   | 0,73   | 11,36  |
| 2020     | Houston   | 12     | 12     | 34,5   | 39,8  | 37,3   | 0,0  | 7,20    | 1,50    | 1,10   | 0,30   | 7,90   |
| 2021     | Milwaukee | 23     | 19     | 29,6   | 38,8  | 32,2   | 75,0 | 5,80    | 1,10    | 1,00   | 0,10   | 4,30   |
| 2022     | Miami     | 18     | 18     | 28,3   | 49,5  | 45,1   | 68,8 | 5,70    | 1,80    | 0,80   | 0,30   | 7,90   |
| Carrière | Carrière  | 91     | 78     | 31,3   | 43,9  | 40,7   | 72,5 | 6,00    | 1,40    | 0,90   | 0,40   | 7,30   |

Mise à jour le 30 mai 2022

## Records sur une rencontre en NBA
Les records personnels de P. J. Tucker en NBA sont les suivants, :
| Type de statistique        | Saison régulière | Saison régulière            | Saison régulière | Playoffs | Playoffs                   | Playoffs      |
| Type de statistique        | Record           | Adversaire                  | Date             | Record   | Adversaire                 | Date          |
| -------------------------- | ---------------- | --------------------------- | ---------------- | -------- | -------------------------- | ------------- |
| Points                     | 24               | @ Rockets de Houston        | 7 avril 2016     | 22       | Warriors de Golden State   | 16 mai 2018   |
| Paniers marqués            | 10               | @ Thunder d'Oklahoma City   | 31 décembre 2015 | 8        | Warriors de Golden State   | 16 mai 2018   |
| Paniers tentés             | 18               | Timberwolves du Minnesota   | 14 mars 2016     | 12       | Warriors de Golden State   | 6 mai 2019    |
| Paniers à 3 points réussis | 7                | Nuggets de Denver           | 7 janvier 2019   | 5        | 3 fois                     | 3 fois        |
| Paniers à 3 points tentés  | 12               | Bucks de Milwaukee          | 2 août 2020      | 8        | 2 fois                     | 2 fois        |
| Lancers francs réussis     | 9                | @ Nuggets de Denver         | 18 février 2014  | 4        | 4 fois                     | 4 fois        |
| Lancers francs tentés      | 12               | @ Trail Blazers de Portland | 5 janvier 2022   | 6        | @ Jazz de l'Utah           | 20 avril 2019 |
| Rebonds offensifs          | 7                | 6 fois                      | 6 fois           | 8        | Warriors de Golden State   | 28 mai 2018   |
| Rebonds défensifs          | 16               | Kings de Sacramento         | 9 décembre 2019  | 12       | @ Warriors de Golden State | 22 mai 2018   |
| Rebonds totaux             | 19               | Kings de Sacramento         | 9 décembre 2019  | 16       | @ Warriors de Golden State | 22 mai 2018   |
| Passes décisives           | 8                | 2 fois                      | 2 fois           | 7        | 76ers de Philadelphie      | 10 mai 2022   |
| Interceptions              | 7                | 2 fois                      | 2 fois           | 4        | 4 fois                     | 4 fois        |
| Contres                    | 4                | @ Hornets de Charlotte      | 17 décembre 2014 | 4        | Jazz de l'Utah             | 24 avril 2019 |
| Balles perdues             | 7                | @ Celtics de Boston         | 14 mars 2014     | 3        | 4 fois                     | 4 fois        |
| Minutes jouées             | 52               | @ Spurs de San Antonio      | 3 décembre 2019  | 46       | Cavaliers de Cleveland     | 7 mai 2017    |

- Double-double : 54 (dont 9 en playoffs)
- Triple-double : 0

Dernière mise à jour : 16 août 2022

## Salaires
| Année       | Équipe             | Salaire      |
| ----------- | ------------------ | ------------ |
| 2006-2007   | Raptors de Toronto | 412 718 $    |
| 2012-2013   | Suns de Phoenix    | 762 195 $    |
| 2013-2014   | Suns de Phoenix    | 884 293 $    |
| 2014-2015   | Suns de Phoenix    | 5 700 000 $  |
| 2015-2016   | Suns de Phoenix    | 5 500 000 $  |
| 2016-2017   | Raptors de Toronto | 5 300 000 $  |
| 2017-2018   | Rockets de Houston | 7 590 035 $  |
| Total Gains | Total Gains        | 26 149 241 $ |
| 2018-2019   | Rockets de Houston | 7 969 537 $  |
| 2019-2020   | Rockets de Houston | 8 349 039 $  |
| 2020-2021   | Rockets de Houston | 7 969 537 $  |